# Liste de musées aux États-Unis
Pour les autres articles nationaux ou selon les autres juridictions, voir Liste des musées par pays.
Cet article a pour objet d'établir une liste (non exhaustive) de musées aux États-Unis classés par État, puis par ville.

## Alabama
- Barber Vintage Motorsport Museum (Birmingham)
- Mobile Museum of Art (Mobile)
- Montgomery Museum of Fine Arts (Montgomery)
- Temple international de la renommée du sport automobile (Talladega)

## Arizona
- Centre scientifique et planétarium Flandrau, à Tucson

## Arkansas
- Arkansas Inland Maritime Museum

## Californie

### Furnace Creek
- Borax Museum

### Los Angeles
- Centre culturel coréen de Los Angeles (en)
- Centre culturel Skirball
- Centre national Autry (en)
- Centre des sciences de Californie
- Carole and Barry Kaye Museum of Miniatures
- Collection d'art de la Bibliothèque Huntington (San Marino, comté de Los Angeles)
- Craft and Folk Art Museum (en)
- Exposition de la vie de L. Ron Hubbard (L. Ron Hubbard Life Exhibition)
- Galerie d'art municipale de Los Angeles (en)
- Musée afro-américain de Californie (California African American Museum)
- Musée américain coréen (Corean American Museum)
- Musée national américain japonais (en)
- Musée d'art contemporain (Museum of Contemporary Art)
- Musée de l'art du néon
- Musée de cire de Hollywood (en)
- Musée d'art du comté de Los Angeles (Los Angeles County Museum of Art), dont Broad Contemporary Art Museum
- Musée du divertissement de Hollywood (Hollywood Entertainment Museum)
- Musée des enfants de Los Angeles (en)
- Musée de l'érotisme (Hollywood Erotic Museum) : fermé
- Musée Fowler (en)
- Musée Grammy
- Musée Grier Musser
- Musée Guinness des records
- Musée Hammer
- Musée d'histoire de Hollywood (Hollywood History Museum)
- Musée d'histoire naturelle du comté de Los Angeles
- Musée de Hollywood (Hollywood Museum)
- Hollywood Heritage Museum (Lasky-DeMille Barn)
- Musée de l'Holocauste de Los Angeles
- Musée italo-américain de San Francisco (en)
- Musée J. Paul Getty ou Getty Center
- Musée maritime de Los Angeles (Los Angeles Maritime Museum)
- Musée de la mort (en)
- Musée Norton Simon (Pasadena, comté de Los Angeles)
- Musée Petersen de l'automobile (Petersen Automotive Museum)
- Musée de la police de Los Angeles
- Musée des pompiers afro-américains (en)
- Ripley's Believe It or Not! Museum
- Musée sino-américain (en)
- Musée du Sud-Ouest des Indiens d'Amérique (en)
- Musée de la tolérance
- Musée Travel Town (en)
- Musée de l'histoire de Wells Fargo (Wells Fargo History Museum)
- Villa Getty
- Zoo de Los Angeles

### Mountain View
- Musée de l'histoire de l'ordinateur

### Oakland
- USS Potomac (AG-25) (navire-musée)

### Sacramento
- Crocker Art Museum

### San Diego
- Musée d'art de San Diego
- Musée maritime de San Diego
- Reuben H. Fleet Space Theater and Science Center
- USS Midway (CV-41) (navire-musée)

### San Francisco

#### Beaux-arts

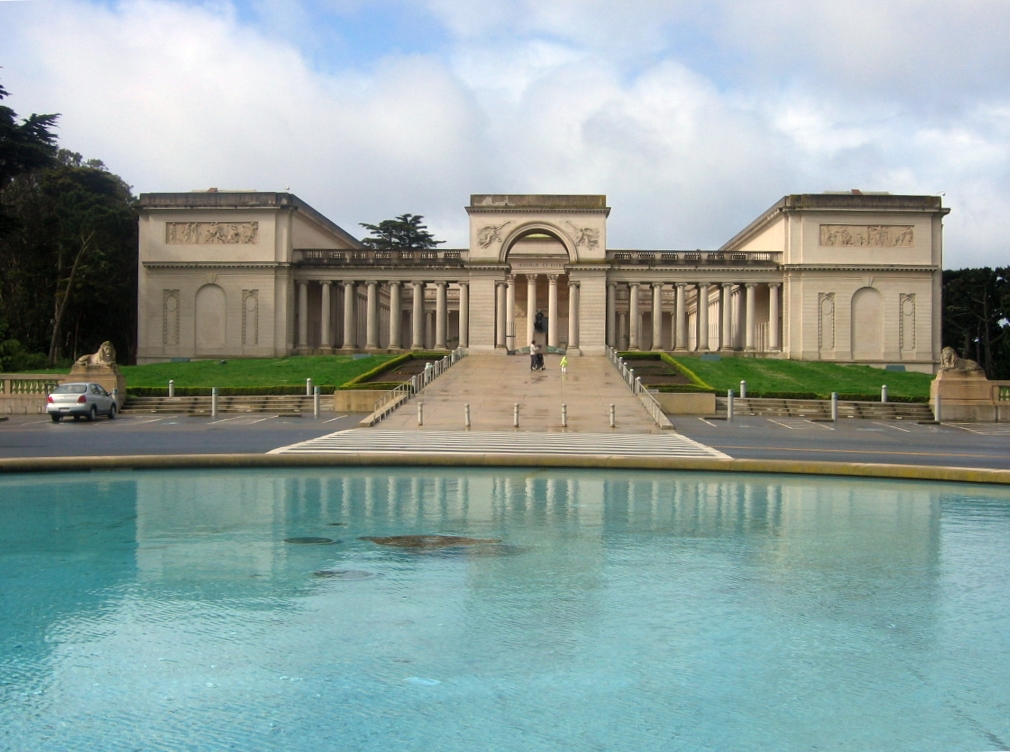
Le California Palace of the Legion of Honor

- California Palace of the Legion of Honor
- Cartoon Art Museum
- M.H. De Young Museum
- Musée d'art moderne de San Francisco

#### Arts extra-européens
- Musée d'art asiatique de San Francisco
- San Francisco African American Historical and Cultural Society
- Musée mexicain (es)
- Musée de la société chinoise historique de l'Amérique (en)

#### Sciences
- Aquarium of the Bay

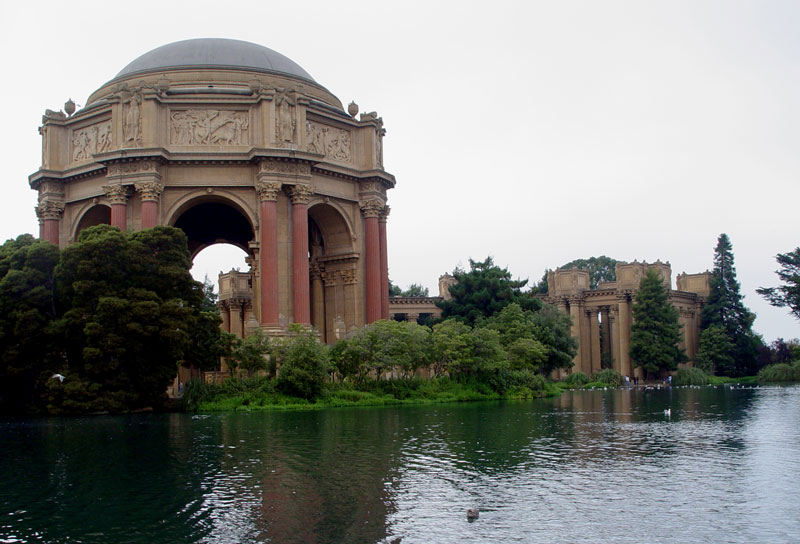
L'Exploratorium de San Francisco

- California Academy of Sciences (musée d'histoire naturelle)
- Exploratorium
- Morrison Planetarium
- Steinhart Aquarium

#### Histoire
- National Maritime Museum
- North Beach Museum
- Walt Disney Family Museum

#### Divers
- Musée Mécanique
- San Francisco Fire Department Museum

### San José
- Musée de Saisset
- Rosicrucian Egypt Museum

### Santa Barbara
- Ty Warner Sea Center

### San Simeon
- Hearst Castle

### Simi Valley
- Bibliothèque présidentielle Ronald Reagan

## 

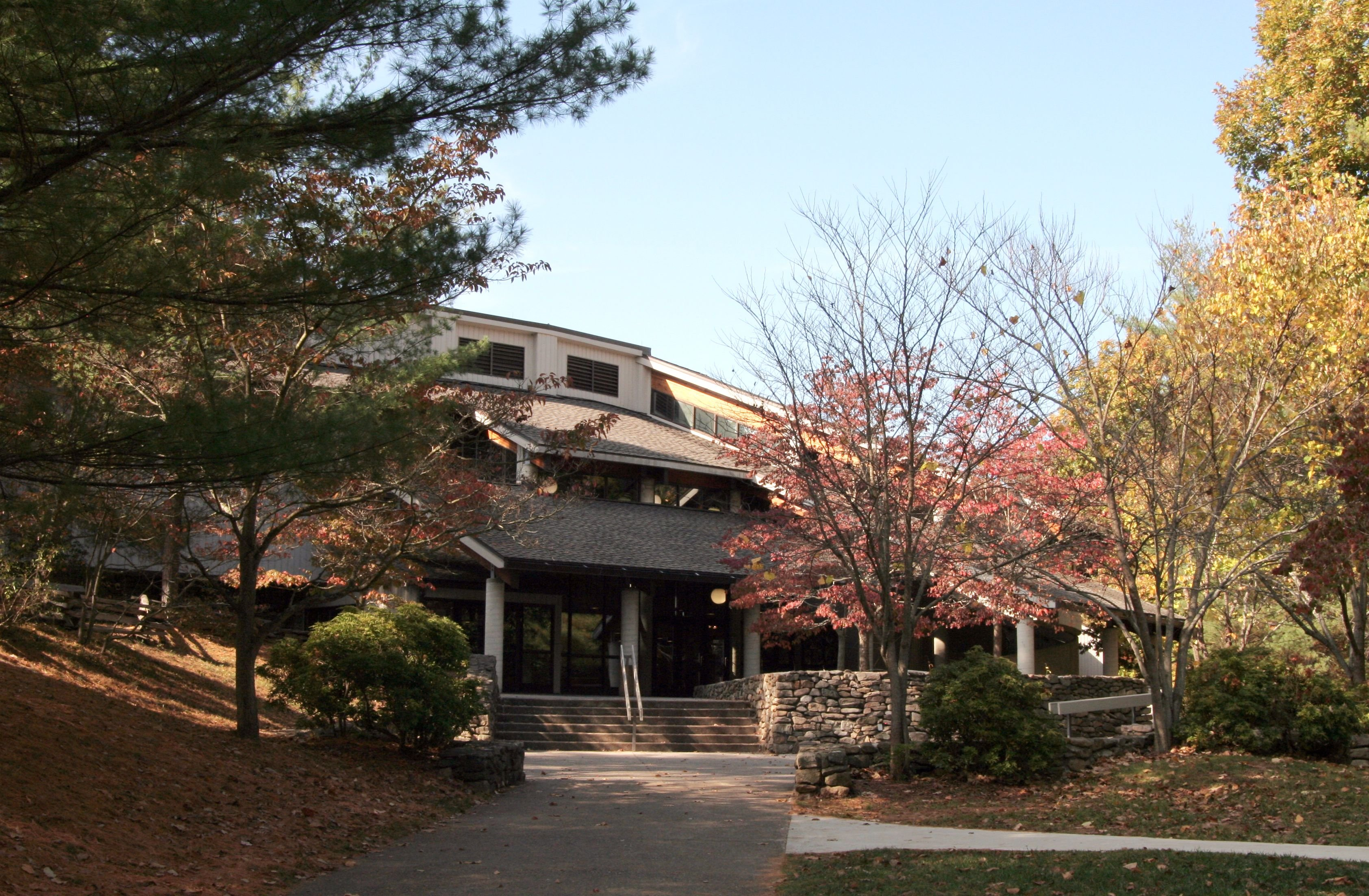
Le Folk Art Center à Asheville

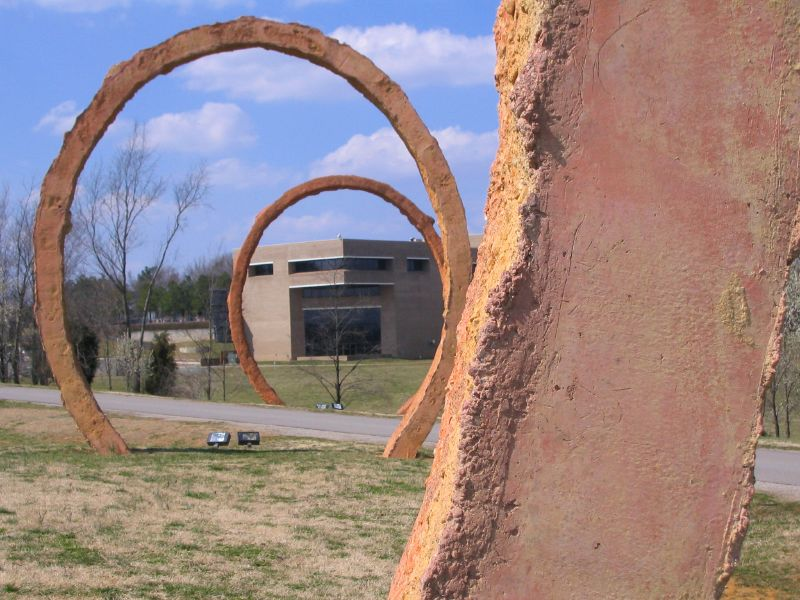
Le North Carolina Museum of Art à Raleigh

## Caroline du Nord

### Asheville
- Asheville Art Museum (en)
- Domaine Biltmore
- Folk Art Center
- Smith-McDowell House (en)
- Thomas Wolfe House (en)

### Chapel Hill
- Ackland Art Museum (en)
- Planétarium et centre scientifique Morehead

### Charlotte
- Afro-American Cultural Center
- Bechtler Museum of Modern Art
- Carolinas Aviation Museum (en)
- Charlotte-Mecklenburg Fire Education Center and Museum
- Charlotte Nature Museum
- Charlotte Trolley Museum
- Discovery Place (en)
- Harvey B. Gantt Center for African-American Arts + Culture
- Levine Museum of the New South (en)
- Mint Museum (en)
- NASCAR Hall of Fame (en)
- Second Ward Alumni House Museum
- The Light Factory

### Durham
- Duke Homestead and Tobacco Factory (en)
- Museum of Life and Science (en)
- Nasher Museum of Art
- West Point Mill (en)

### Greensboro
- Blandwood Mansion and Gardens (en)
- Guilford Courthouse National Military Park
- International Civil Rights Center and Museum (en)
- Natural Science Center of Greensboro (en)

### Hendersonville
- Carl Sandburg Home National Historic Site
- Henderson County Heritage Museum
- Mineral and Lapidary Museum (en)
- Western North Carolina Air Museum

### Jacksonville
- Museum of the Marine (en)

### Raleigh
- African American Cultural Complex
- Joel Lane House (en)
- Marbles Kids Museum (en)
- Mordecai House (en)
- North Carolina Museum of Art
- North Carolina Museum of History (en)
- North Carolina Museum of Natural Sciences
- North Carolina State University Insect Museum (en)
- Pope House Museum (en)
- Raleigh City Museum (en)
- Yates Mill (en)

### Winston-Salem
- Old Salem Toy Museum
- Reynolda House Museum of American Art (en)
- Single Brothers' House (en)
- Southeastern Center for Contemporary Art

### Autres villes
- 82nd Airborne Division War Memorial Museum (en), Fort Bragg
- Agriculture and Transportation Museum, Murfreesboro
- Airborne & Special Operations Museum (en), Fayetteville
- Ava Gardner Museum (en), Smithfield
- Imagination Station Science Museum (en), Wilson
- Museum of the Albemarle (en), Elizabeth City
- North Carolina Transportation Museum (en), Spencer
- Rush Wray Museum of Yancey County History (en), Burnsville
- Sparta Teapot Museum (en), Sparta
- Transylvania Heritage Museum, Brevard
- Museum of North Carolina Minerals, Comté de Mitchell
- Mountain Farm Museum, Comté de Swain

## Caroline du Sud
- Columbia Museum of Art, Columbia
- Greenville County Museum of Art, Greenville
- Patriot's Point Naval & Maritime Museum, Mount Pleasant

## Colorado

### Denver
- Black American West Museum Center
- Centre Mizel des arts et de la culture (Mizel Center for Arts and Culture)
- Jardin botanique de Denver (en)
- Musée des enfants de Denver (en)
- Musée d'art de Denver
- Musée d'art contemporain (en)
- Musée de Denver des miniatures, des poupées et des jouets (en)
- Musée d'histoire naturelle de Denver (en)
- Musée des transports Forney (en)
- Parc historique de Four Mile (en)
- Musée Kirkland
- Molly Brown House Museum
- Musée des Amériques (en)
- Musée d'art national des enfants juifs (National Jewish Children's Art Museum)
- Musée et galerie d'art Trianon (Trianon Museum and Art Gallery)
- Musée d'anthropologie de l'Université de Denver (University of Denver Museum of Anthropology)
- Musée Wildlife Experience
- Wings Over the Rockies Air and Space Museum

## Connecticut

### Greenwich
- Bruce Museum of Arts and Science

### Groton
- Submarine Force Library and Museum

### Mystic
- Mystic Seaport

### New Haven
- Muséum d'histoire naturelle Peabody
- Yale University Art Gallery

### Old Lyme
- flogris.org

### Ridgefield
- The Aldrich Contemporary Art Museum

## Dakota du Sud
- Minuteman Missile National Historic Site

## Géorgie

### Atlanta
- Centre d'histoire d'Atlanta
- High Museum of Art
- Jimmy Carter Library and Museum
- Martin Luther King, Jr. National Historic Site
- Swan House
- World of Coca-Cola

### Monroe
- Monroe Museum

## Idaho
- Idaho Potato Museum (Blackfoot (Idaho)Blackfoot)

## Illinois

### Chicago
- Adler Planetarium
- Aquarium John G. Shedd
- Batavia Depot Museum
- Chicago Architecture Foundation

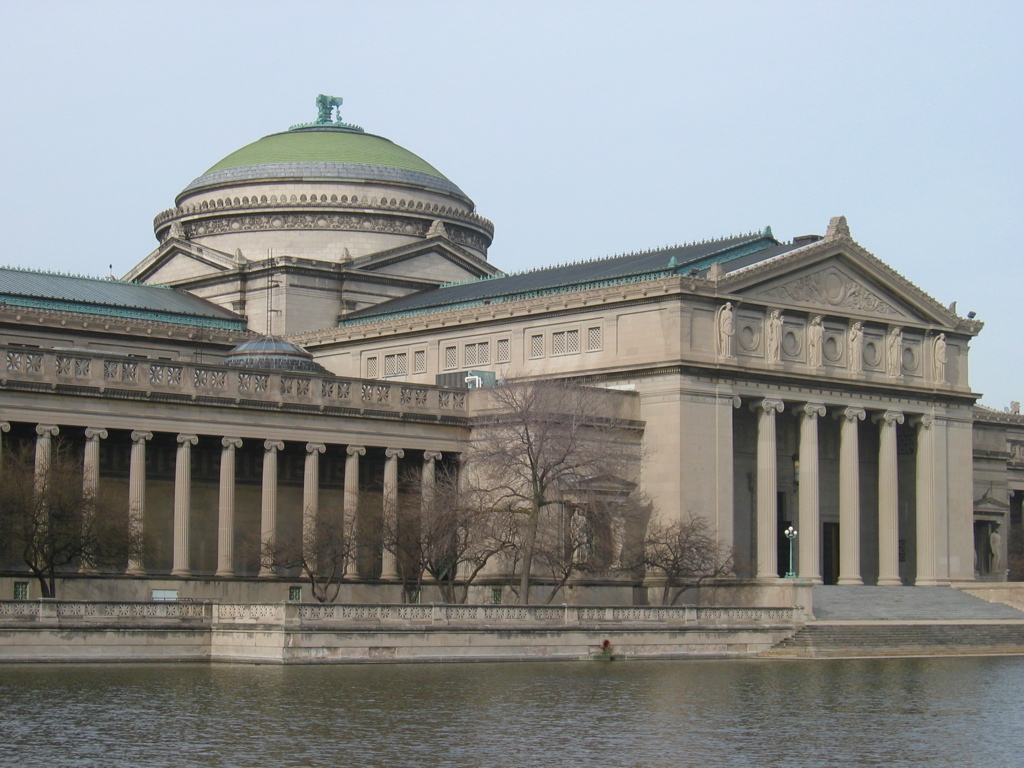
Le musée des sciences et de l'industrie.

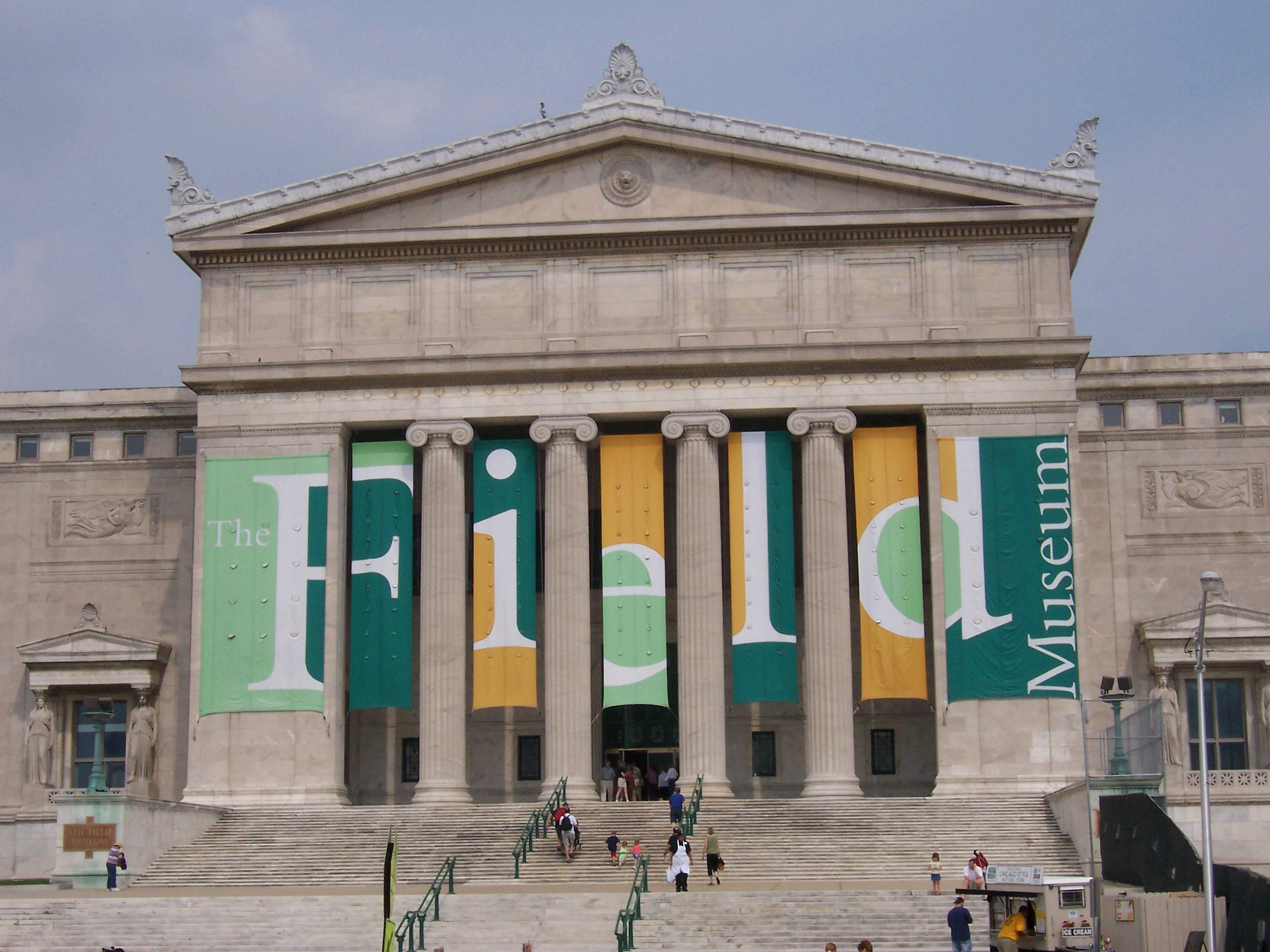
Le musée Field.

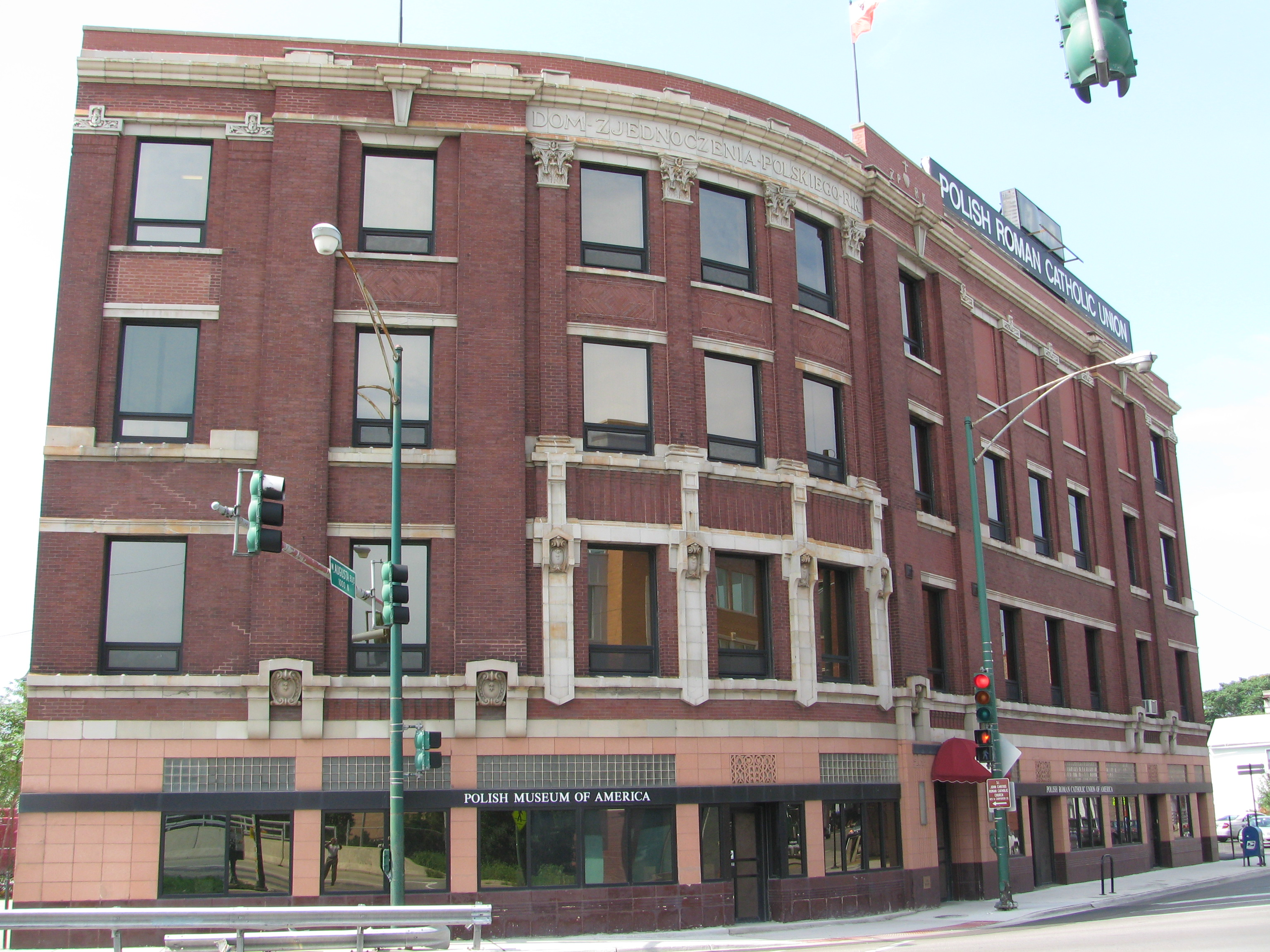
Le musée polonais d'Amérique.

- Chicago Athenaeum: Museum of Architecture and Design
- Cuneo Museum and Gardens
- Musée D. L. Moody
- DePaul University Art Gallery
- ETA Creative Arts Foundation
- Garfield Park Conservatory
- Hellenic Museum and Cultural Center
- Musée d'histoire de Chicago
- Hull House
- Illinois and Michigan Canal Museum
- Art Institute of Chicago
- Institut ukrainien d'art moderne
- Leather Archives and Museum
- Musée d'art contemporain (Museum of Contemporary Art)
- Musée Balzekas de la culture lituanienne (en)
- Museum of Broadcast Communications
- Musée DuSable de l'histoire afro-américaine
- Musée des enfants de Chicago (Chicago Children's Museum)
- Musée Field d'Histoire Naturelle
- Museum of Holography
- Musée de l'Institut oriental
- Musée national d'art mexicain
- Musée de la paix de Chicago (Chicago Peace Museum)
- Musée de la photographie contemporaine
- Musée polonais d'Amérique
- Musée international de la science chirurgicale (en)
- Musée des sciences et de l'industrie
- Musée d'art Smart
- Musée national ukrainien (en)
- National Museum of the American Sailor
- National Vietnam Veterans Art Museum
- Peggy Notebaert Nature Museum
- Rogers Park Historical Society
- Spertus Museum
- Swedish American Museum Center
- Terra Museum of American Art
- WomanMade Gallery
- Zoo de Lincoln Park

### Skokie
- Musée de l'holocauste et centre d'éducation d'Illinois

## Indiana
- Musée d'art de l'université de l'Indiana
- Indiana State Museum

## Iowa
- Des Moines Art Center (Des Moines)
- National Mississippi River Museum & Aquarium (Dubuque)

## Kentucky

### Louisville
- The Filson Historical Society
- Frazier International History Museum
- Historic Locust Grove
- Louisville Science Center
- Louisville Slugger Museum
- Muhammad Ali Center
- Speed Art Museum

### Autres villes
- Abraham Lincoln Birthplace National Historical Park
- Creation Museum (Petersburg)
- Pleasant Hill

## Louisiane

### Alexandria
- Musée d'art d'Alexandria
- Musée d'histoire de la Louisiane (en)

### Bâton-Rouge
- Capitole de l'État de Louisiane
- Capitol Park Museum - Baton Rouge
- Galerie de Bâton-Rouge (en)
- Musée d'histoire naturelle de Louisiane (en)
- Résidence du gouverneur de la Louisiane (en)

### La Nouvelle-Orléans
- Musée d'Art de La Nouvelle-Orléans
- Musée d'État de la Louisiane (en)
- Musée du Jazz de La Nouvelle-Orléans
- Musée Rosette Rochon
- Musée national de la Seconde Guerre mondiale (en)

## Maine
- Abbe Museum
- Acadian Landing Site
- Islesford Historical Museum and Blue Duck Ships Store
- Maine Maritime Museum
- Musée Culturel du Mont-Carmel
- Penobscot Marine Museum

## Maryland

### Annapolis
- United States Naval Academy Museum

### Baltimore
- American Visionary Art Museum
- Musée d'art de Baltimore
- Flag House & Star-Spangled Banner Museum
- Maryland Science Center
- Walters Art Museum
- SS John W. Brown (navire-musée)

### Solomons Island
- Calvert Marine Museum

### Saint Michaels
- Chesapeake Bay Maritime Museum

### Fort George G. Meade
- National Cryptologic Museum

## Massachusetts

### Boston
- Boston Athenæum
- Institut d’art contemporain

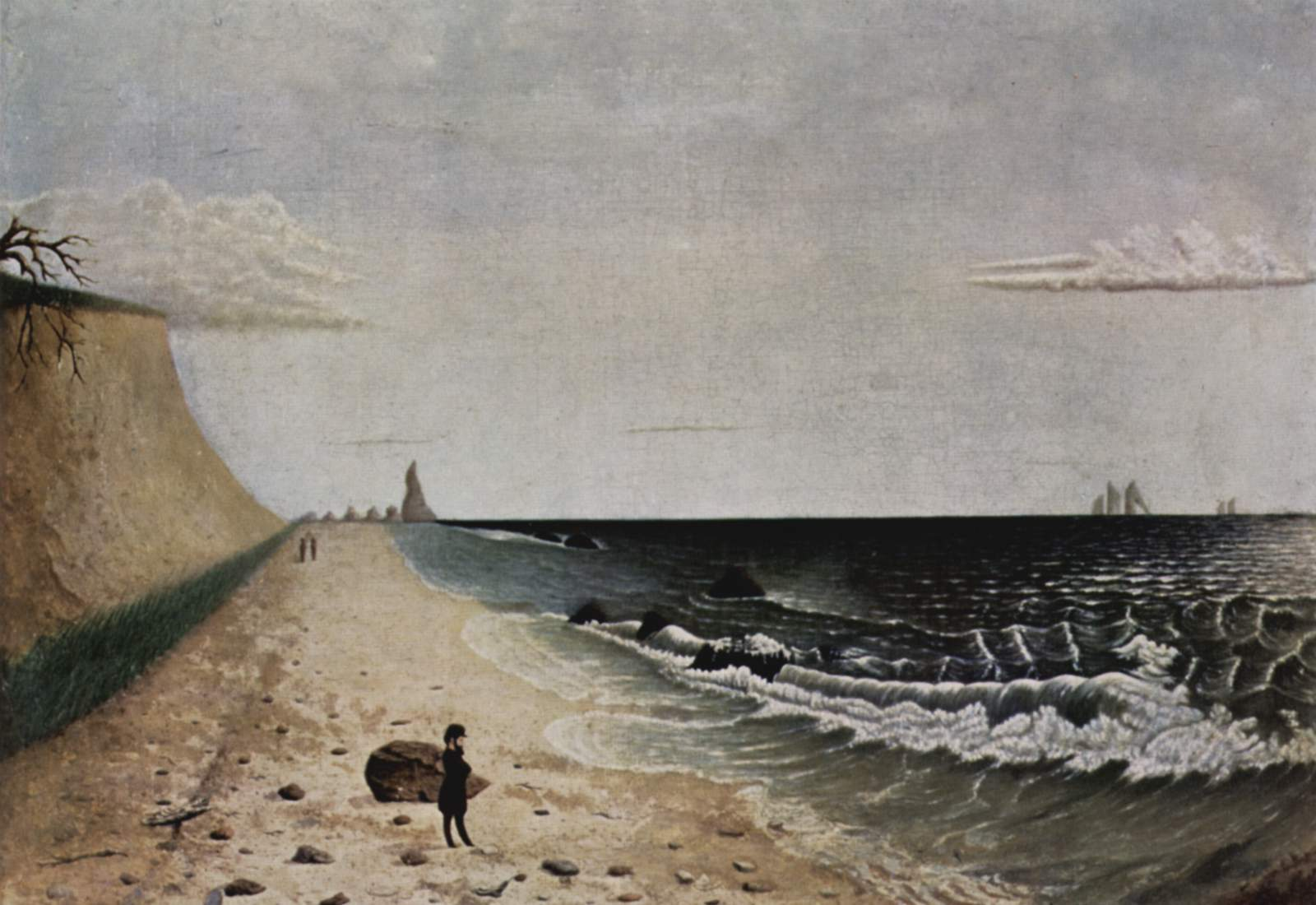
Peintre américain, 1850, musée des beaux-arts de Boston

- John Fitzgerald Kennedy National Historic Site
- Musée des beaux-arts
- Musée des enfants de Boston
- Musée d'histoire afro-américaine
- Musée Isabella Stewart Gardner
- Musée de la science
- Musée des transports
- USS Constitution Museum

### Bourne
- Musée des postes de traite Aptucxet

### Cambridge
- Fogg Art Museum
- Harvard Museum of Natural History, dont Muséum de zoologie comparée
- Musée Peabody d'archéologie et d'ethnologie

### Dedham
- Museum of Bad Art (aussi à Somerville)

### Deerfield
- Historic Deerfield

### Quincy
- United States Naval Shipbuilding Museum

### Nantucket
- Nantucket Whaling Museum

### North Adams
- Musée d'art contemporain de Massachusetts

### Pittsfield
- Hancock Shaker Village

### Salem
- Peabody Essex Museum
- Peabody Museum of Salem
- Witch History Museum
- Salem Maritime National Historic Site

### Williamstown
- Sterling and Francine Clark Art Institute

### Worcester
- Eco Tarium
- Worcester Art Museum

### Yarmouthport
- Edward Gorey House

## Michigan

### Détroit
- Detroit Institute of Arts
- Hitsville U.S.A.
- Dossin Great Lakes Museum

### Autres villes
- Eli and Edythe Broad Art Museum (East Lansing)
- Gerald R. Ford Presidential Museum (Grand Rapids)
- Holocaust Memorial Center (Farmington Hills)
- University of Michigan Museum of Art (en) (Ann Arbor)
- Saginaw Valley Naval Ship Museum (Bay City)
- Michigan Maritime Museum (South Haven)
- Great Lakes Shipwreck Museum (Comté de Chippewa)

## Minnesota

### Minneapolis
- Minneapolis Institute of Art
- Walker Art Center
- Weisman Art Museum

### Autres villes
- Phare de Split Rock
- Temple de la renommée de l'Association mondiale de hockey (Eveleth)

## Mississippi
- Maison natale d'Elvis Presley (Tupelo)
- Mississippi Sports Hall of Fame (Jackson)
- Maritime & Seafood Industry Museum (Biloxi)
- Lower Mississippi River Museum (Vicksburg)

## Missouri
- George Washington Carver National Monument (Diamond)
- Musée d'art Nelson-Atkins (Kansas City)
- Musée d'art de Saint-Louis (Saint-Louis)
- Museum of Westward Expansion (Saint-Louis)

## Nebraska
- Freedom Park (Omaha)
- Pioneer village  (Minden)

## New Hampshire
- Currier Museum of Art (Manchester)
- Fort no 4 (Charlestown)
- Hood Museum of Art (New Hampshire)

## New Jersey

### Bergen
- New Jersey Naval Museum

### Camden
- Battleship New Jersey Museum and Memorial

### Glens Falls
- The Hyde Collection

### Hamilton
- Grounds For Sculture
- Jane Voorhees Zimmerli Art Museum

### Montclair
- Montclair Art Museum

### Monmouth
- National Guard Militia Museum

### Mountainville
- Storm King Art Center

### Newark
- New Jersey Historical Society
- The Newark Museum

### Princeton
- Musée d'art de l'université de Princeton (Princeton University Art Museum)

## État de New York

### Albany
- Albany Institute of History & Art

### Beacon
- Dia:Beacon

### Bedford
- Musée d'art de Katonah, situé à Katonah

### Corning
- Musée du verre de Corning

### Glens Falls
- The Hyde Collection

### Keyport
- Naval Undersea Museum

### Kingston
- Hudson River Maritime Museum

### Poughkeepsie
- Frances Lehman Loeb Art Center, Vassar College

### Purchase
- Neuberger Museum of Art

### New York
- Académie américaine de design
- American Folk Art Museum
- Brooklyn Museum

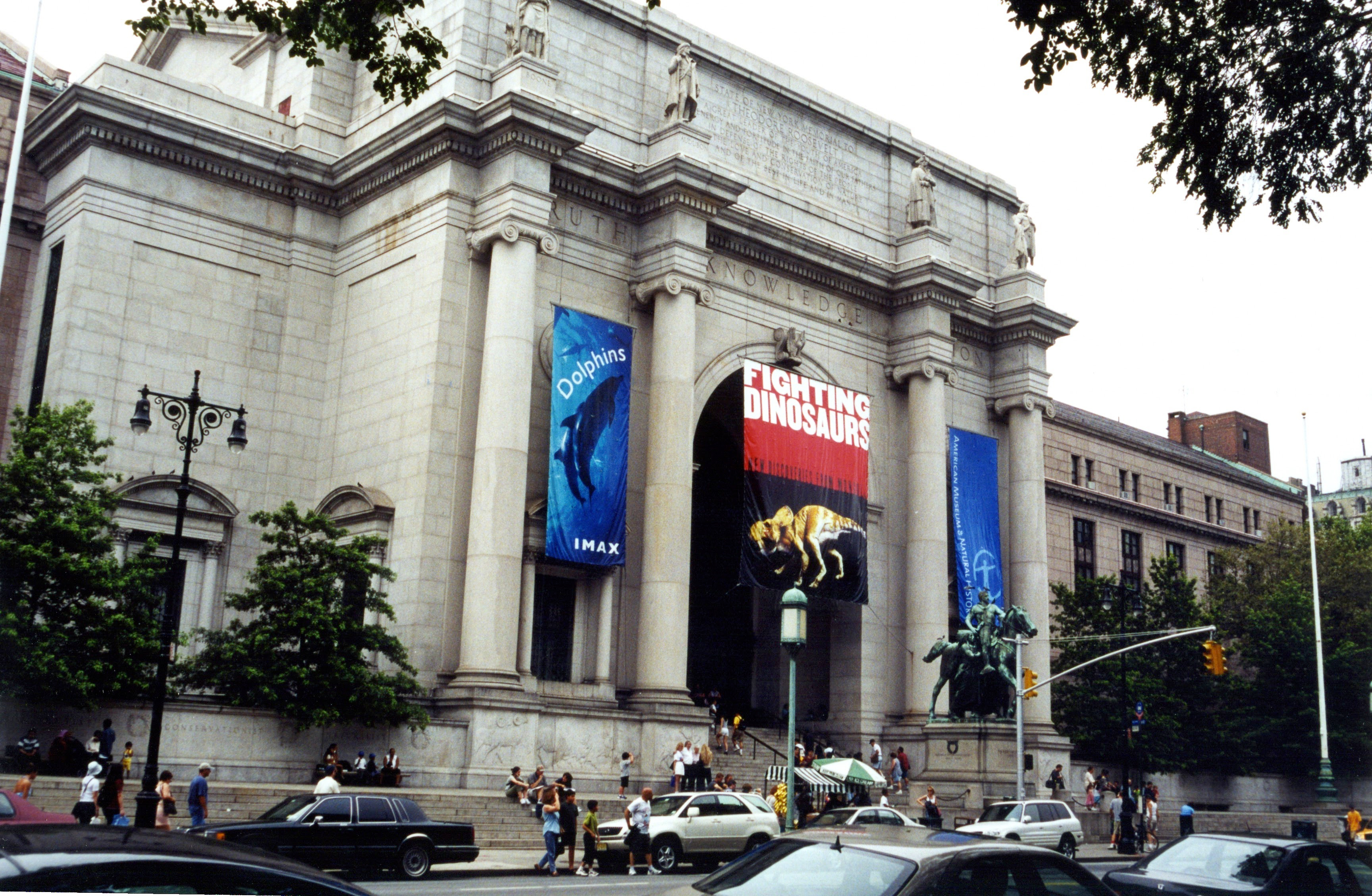
Le muséum américain d'histoire naturelle

- Centre international de la photographie (International Center of Photography)
- The Cloisters (les cloîtres,)
- Drawing Center
- El Museo del Barrio
- Forbes Galleries
- The Frick Collection
- The Hispanic Society of America
- Jacques Marchais Museum of Tibetan Art
- The Kitchen
- Merchants House Museum

- Metropolitan Museum of Art
- Musée de l'Asia Society
- Musée d'art moderne (MoMA QNS)
- Musée d'art Dahesh
- Muséum américain d'histoire naturelle

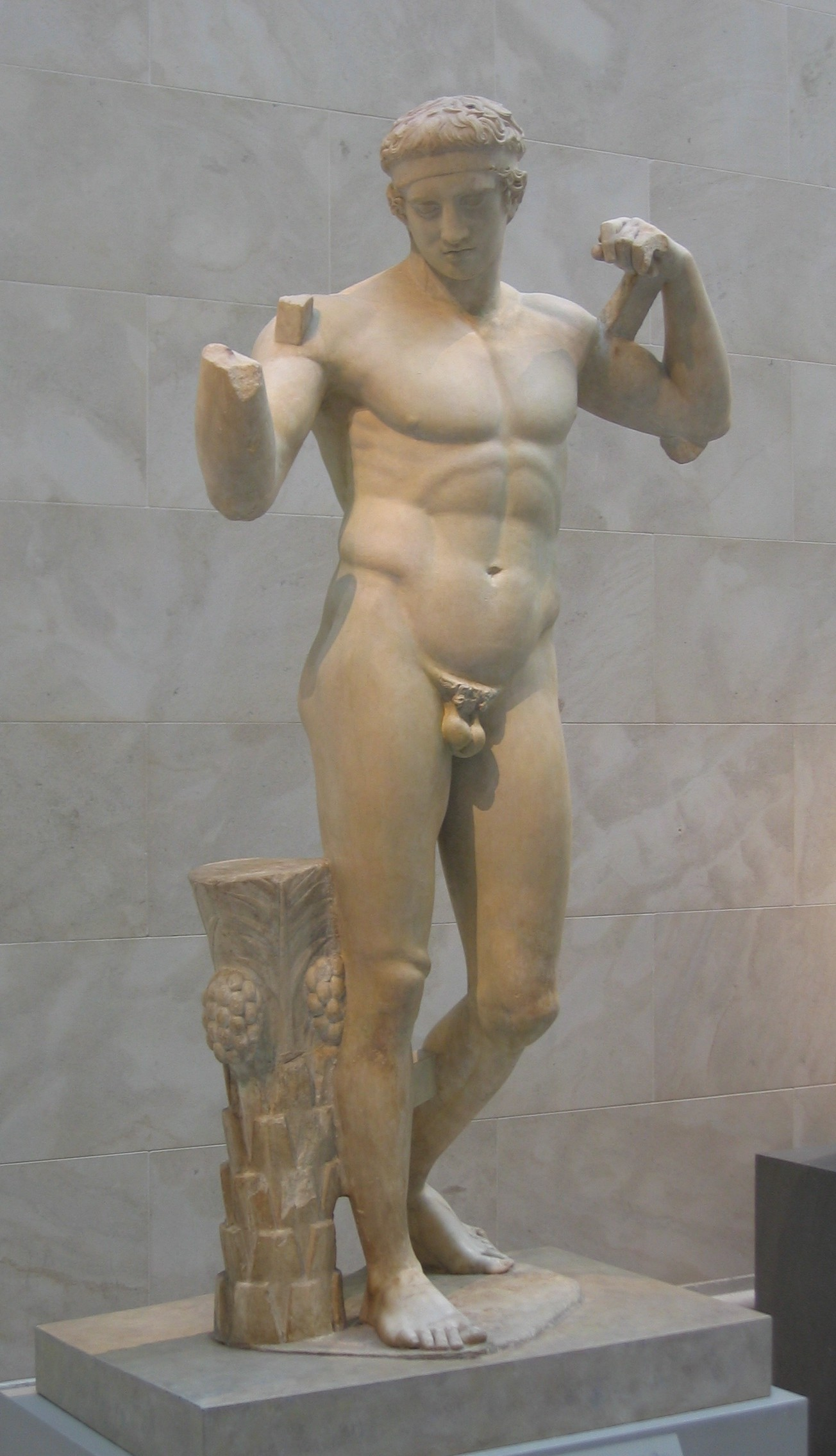
Statue du diadumène, Polyclète. Metropolitan Museum of Art, New York

- Museum of Innovation and Science de Schenectady
- Musée d'art de Queens
- Musée Solomon R. Guggenheim
- Museum of Jewish Heritage--A Living Memorial to the Holocaust
- Musée de l'érotisme (Sex Museum)
- Musée juif (Jewish Museum)
- Musée de la ville de New York
- National Museum of the American Indian
- Neue Galerie
- New Museum of Contemporary Art
- New York City Fire Museum
- New York City Police Museum
- New York Hall of Science
- New York Historical Society
- Pierpont Morgan Library
- Planétarium Hayden
- P.S. 1 Contemporary Art Center (MoMA PS1)
- Skyscraper Museum
- Staten Island Institute of Arts & Sciences
- Société américaine de géographie
- South Street Seaport Museum
- Studio Museum in Harlem
- Théâtre Eden Musée
- USS Intrepid (CV-11)
- Whitney Museum of American Art
- Zoo du Bronx
- Zoo de Central Park

## Nouveau-Mexique
- Bradbury Science Museum (Los Alamos)
- Musée d'histoire naturelle et des sciences du Nouveau-Mexique (Albuquerque)

## Ohio

### Cincinnati
- Cincinnati Art Museum
- Cincinnati Museum Center at Union Terminal
- Centre d'art contemporain Rosenthal

### Cleveland
- Cleveland Museum of Art
- Rock and Roll Hall of Fame

### Columbus
- Columbus Museum of Art
- Wexner Center for the Arts

### Autres villes
- Akron Art Museum (Akron)
- Allen Memorial Art Museum (Oberlin)
- Butler Institute of American Art (Youngstown)
- Dayton Art Institute (Dayton)
- Musée d'art de Toledo (Toledo)
- Musée national des Grands Lacs (Toledo)
- Ohio River Museum  (Marietta)
- Motorcycle Hall of Fame (Pickerington)
- National Museum of the United States Air Force
- Neil Armstrong Air and Space Museum (Wapakoneta)
- Maison de correction d’État de l'Ohio (Mansfield)
- Pro Football Hall of Fame (Canton)
- Squire Rich Historical Museum (comté de Cuyahoga)

## Oregon

### Portland
- American Advertising Museum
- Musée des sciences et de l'industrie de l'Oregon
- Musée juif de l'Oregon
- Pittock Mansion
- Portland Art Museum

## Pennsylvanie

### Northumberland
- Joseph Priestley House

### Érié
- Musée maritime d'Érié

### Pittsburgh
- Carnegie Science Center
- Carnegie Museum of Art
- Carnegie Museum of Natural History
- The Andy Warhol Museum

### Philadelphie
- Abington Art Center
- Académie des sciences naturelles
- African American Museum in Philadelphia
- American Swedish Historical Museum
- Philadelphia History Museum at the Atwater Kent
- Civil War and Underground Railroad Museum of Philadelphia
- Fondation Barnes
- Franklin Institute
- Independence Seaport Museum
- Institute of Contemporary Art
- Library Company of Philadelphia
- Mütter Museum
- National Constitution Center
- Pennsylvania Academy of the Fine Arts
- Pennsylvania Museum and School of Industrial Art
- Philadelphia Museum of Art
- Rodin Museum
- Rosenbach Museum
- The Fabric Workshop and Museum
- University of Pennsylvania Museum of Archaeology and Anthropology
- Wagner Free Institute of Science
- Woodmere Art Museum

## Rhode Island

### Newport
- International Tennis Hall of Fame
- Museum of Newport History
- Naval War College Museum

### Autre ville
- Norman Bird Sanctuary (Middletown)

## Tennessee

### Knoxville
- Musée d'art de Knoxville, Site officiel

### Memphis
- Art Museum of the University of Memphis (en)
- Burkle Estate (en)
- Fire Museum of Memphis (en), Site officiel
- Graceland
- National Civil Rights Museum
- National Ornamental Metal Museum (en)

### Nashville
- Adventure Science Center (anciennement, Cumberland Science Museum), Site officiel
- Country Music Hall of Fame
- Frist Center for the Visual Arts (en), Site officiel

### Oak Ridge
- American Museum of Science and Energy (en), Site officiel
- Children's Museum of Oak Ridge (en), Site officiel

### Autres villes
- Abraham Lincoln Library and Museum (en), Harrogate
- Alex Haley House and Museum (en), Henning
- Nicholas Gotten House (en), Bartlett

## Texas

### Austin
- Centre Harry Ransom (en)
- Centre d'histoire d'Austin
- Centre des sciences naturelles du Texas
- Musée d'art d'Austin
- Musée des arts numériques d'Austin (en)
- Musée d'art Blanton
- Musée Bullock d'histoire de l'état du Texas (es)
- Musée Elisabet Ney (en)
- Musée des Forces militaires du Texas (en)
- Musée Lyndon Baines Johnson
- Musée Mexic-Arte (en)
- Planétarium d'Austin (en)
- Museum of the Big Bend

### College Station
- George Bush Presidential Library and Museum

### Dallas
- Aquarium du monde de Dallas (en)
- Centre des arts bibliques (Biblical Arts Center)
- Centre commémoratif de l'Holocauste à Dallas (Dallas Holocaust Memorial Center)
- Centre de sculpture Nasher
- City Park - Historical Village of Dallas
- Musée afro-américain (en)
- Musée américain des arts miniatures (en) (fermé)
- Musée du chemin de fer américain
- Musée de la conspiration (en) (fermé en 2006)
- Musée international des cultures (International Museum of Cultures)
- Musée d'art de Dallas
- Musée des femmes (en)
- Musée Frontiers of Flight (en)
- McKinney Avenue Contemporary (the MAC)
- Musée Meadows
- Musée des pompiers de Dallas (Dallas Firefighters Museum)
- Sixth Floor Museum
- Société historique de Dallas (en)
- Telephone Pioneer Museum
- Zoo de Dallas (en)
- Sixth Floor Museum

### Houston
- Bayou Bend Collection and Gardens
- Chapelle Rothko
- Menil Collection
- Musée d'art contemporain de Houston
- Musée des beaux-arts de Houston
- Musée des sciences naturelles de Houston

### Fort Worth
- Musée Amon Carter
- Musée d'art moderne de Fort Worth
- Musée de l'aviation de Fort Worth (en)
- Musée d'art Kimbell
- Musée des sciences et de l'histoire de Fort Worth
- Musée Sid Richardson (en)

### San Antonio
- Musée d'art de San Antonio
- Musée d'art McNay

### Autres
- Musée national de la guerre du Pacifique
- Sam Houston Memorial Museum, à Huntsville
- Seawolf Park

## Utah
- Utah Museum of Fine Arts (Salt Lake City)

## Virginie
- Musée Stabler-Leadbeater de la pharamacie, à Alexandria
- Hampton Roads Naval Museum, à Norfolk

## Virginie-Occidentale
- Huntington Museum of Art

## Washington D.C.
- Bibliothèque et centre national Churchill
- Corcoran Gallery of Art
- Freer Gallery of Art
- National Building Museum
- National Gallery of Art
- National Museum of Women in the Arts
- Newseum
- The Bead Museum
- The Phillips Collection
- United States Holocaust Memorial Museum
- U.S. Navy Museum

### Smithsonian Institution
- Anacostia Museum
- American Art Museum
- Hirshhorn Museum and Sculpture Garden
- Musée national d'histoire américaine
- National Air and Space Museum
- Musée national d'art africain
- National Museum of the American Indian
- Musée national d'histoire naturelle des États-Unis
- National Portrait Gallery
- National Postal Museum

## Washington

### Bellingham
- American Museum of Radio and Electricity (en)
- Bellingham Railway Museum (en)
- Heritage Flight Museum (en)
- Whatcom Museum of History and Art (en)

### Bremerton
- Puget Sound Navy Museum

### Seattle
- Burke Museum
- Center for Wooden Boats (en)
- Coast Guard Museum Northwest (en)
- Daybreak Star Cultural Center (en)
- Experience Music Project de Seattle
- Frye Art Museum (en)
- Henry Art Gallery
- History House of Greater Seattle (en)
- Parc historique national de la ruée vers l'or du Klondike
- Museum of Communications (en) (anciennement Vintage Telephone Equipment Museum)
- Museum of History and Industry (en)
- Nordic Heritage Museum (en)
- Northwest African American Museum (en)
- Northwest Seaport (en)
- Olympic Sculpture Park (en)
- Pacific Science Center (en)
- Seattle Art Museum
- Seattle Asian Art Museum (en)
- Seattle Children's Museum (en)
- Seattle Mariners Hall of Fame (en)
- Wing Luke Asian Museum (en)

### Tacoma
- America's Car Museum (en)
- Camp 6 Logging Museum (en)
- Fort Nisqually
- Karpeles Manuscript Library Museum (en)
- Museum of Glass (en)
- Tacoma Art Museum (en)
- Washington State History Museum (en)
- Working Waterfront Maritime Museum (en)

### Autres villes
- 7 Wonders Museum (en), Silver Lake
- Bellevue Arts Museum (en), Bellevue
- Clark County Historical Museum (en), Vancouver
- Columbia River Exhibition of History, Science, and Technology (en), Richland
- Fort Vancouver, Vancouver
- Forks Timber Museum, Forks
- Issaquah Historical Museums (en), Issaquah
- Karshner Museum (en), Puyallup
- KidsQuest Children's Museum (en), Bellevue
- Leavenworth Nutcracker Museum, Leavenworth
- Musée d'art de Maryhill, Maryhill (en)
- Museum and Arts Center, Sequim, Washington (en), Sequim
- Museum of Northwest Art (en), La Conner
- Naval Undersea Museum (Keyport (Washington))
- Northwest Museum of Arts and Culture (en), Spokane
- Pomeroy Living History Farm (en), Yacolt
- Port Townsend Aero Museum (en), Port Townsend
- Quilcene Historical Museum (en), Quilcene
- Wenatchee Valley Museum & Cultural Center (en), Wenatchee
- Museum of Flight, Tukwila

## Wisconsin

### Madison
- Musée de zoologie de l'université du Wisconsin
- Wisconsin Historical Museum

### Milwaukee
- America's Black Holocaust Museum

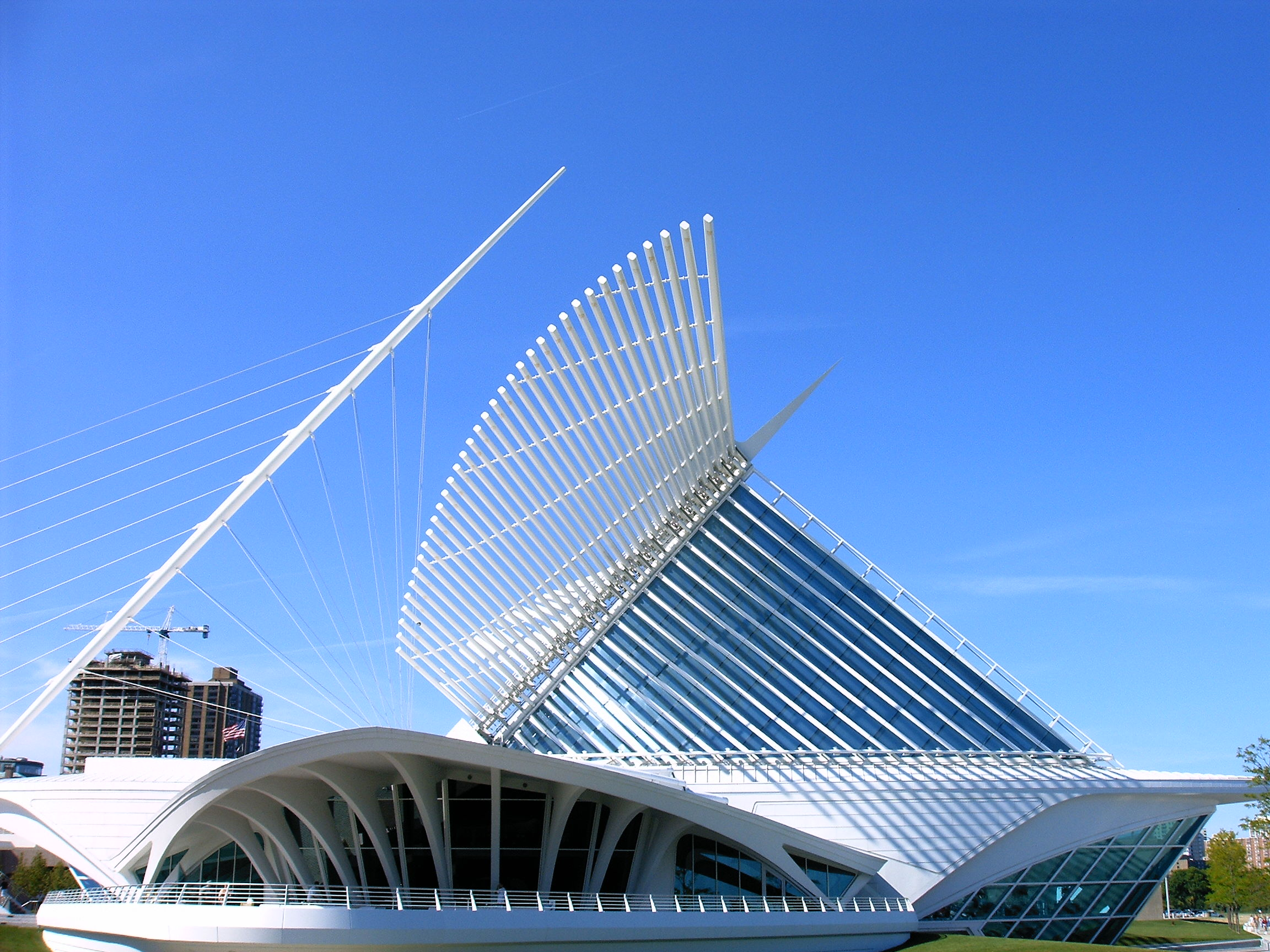
Milwaukee Art Museum

- Eisner American Museum of Advertising & Design
- Haggerty Museum of Art
- Milwaukee Art Museum
- Milwaukee County War Memorial (bâtiment commémoratif et musée)
- Milwaukee Public Museum

Harley Davidson museum

## Wyoming
- Madison Museum

## Autres territoires

### Îles Vierges des États-Unis

#### Christiansted
- Musée de la pharmacie
- Le Steeple Building

#### Frederiksted
- Le Musée du Domaine Whim
- Le Musée des Caraïbes - Centre des Arts
- Le Musée Lawaetz

#### Frenchtown
- Musée du patrimoine français